# スパルタ

スパルタ
Σπάρτα (ギリシャ語)

スパルタの支配領域

スパルタ（ドーリス語: Σπάρτα / ドーリス語ラテン翻字: Spártā スパルター、英語: Sparta）は、現在のペロポネソス半島南部スパルティにあった古代ギリシア時代のドーリス人による都市国家（ポリス）である。自らはラケダイモーン（古代ギリシア語: Λακεδαίμων / 古代ギリシア語ラテン翻字: Lakedaimōn）と称した。
古代ギリシア世界で最強の重装歩兵軍を誇り、ペルシア戦争ではギリシア軍の主力であった。ペロポネソス同盟の盟主となり、アテナイを破って一時期はギリシア世界に覇を唱えた。他のギリシャ諸都市とは異なる国家制度を有しており、特に軍国主義的政治と尚武を尊ぶ厳格な教育制度は「スパルタ式」と後世に呼ばれ、「スパルタ教育」の語源ともなった。

## 名称
「スパルタ」はドーリス語（古代ギリシア語ドーリス方言）の「Σπάρτα / ギリシア語ラテン翻字: Spártā」がもとになっており、原音の発音に沿ってカナで表記すれば「スパルター」となる。
古典ギリシア語の標準とされるアッティカ方言では「スパルテー（古希: Σπάρτη / 古代ギリシア語ラテン翻字: Spartē）」と呼ばれる。アッティカ方言をもとにした現代ギリシア語では「スパルティ（希: Σπάρτη / ギリシア語ラテン翻字: Sparti）」となる。

## 地理
エウロタス河畔に位置するスパルタは、ラコーニアーとメッセーニアーを治めた。彼らの支配地には城壁等は無かった。これは、スパルタの陸軍は最強であるというのが当時のギリシア世界の常識であり、攻め入ることは自殺行為に等しいという認識が浸透していたからである。事実、スパルタの戦士共同体が弱体化し、レウクトラの戦いで敗れるまでは、スパルタの支配地に侵入できた軍隊は存在しなかった。

## 歴史
スパルタは歴史書などの記録をほとんど残さず、定期的に外国人を追放するなど排他的な政策をとった。このため、スパルタの歴史及び国家制度についてはクセノポンの『ラケダイモン人の国制』のような実録を除き、アテナイなど他のポリスによる記録や後世の顕彰的な記録に頼らざるを得ず、不明確な点が多い。
しかし、20世紀後半以降は考古学的発掘調査及び文化人類学、民俗学などに基づく新たな史料批判が進められ、プロパガンダの要素が多く「スパルタの幻影」（英: Spartan mirage）と呼ばれた従来のスパルタのイメージは変更を迫られている。

### 成立

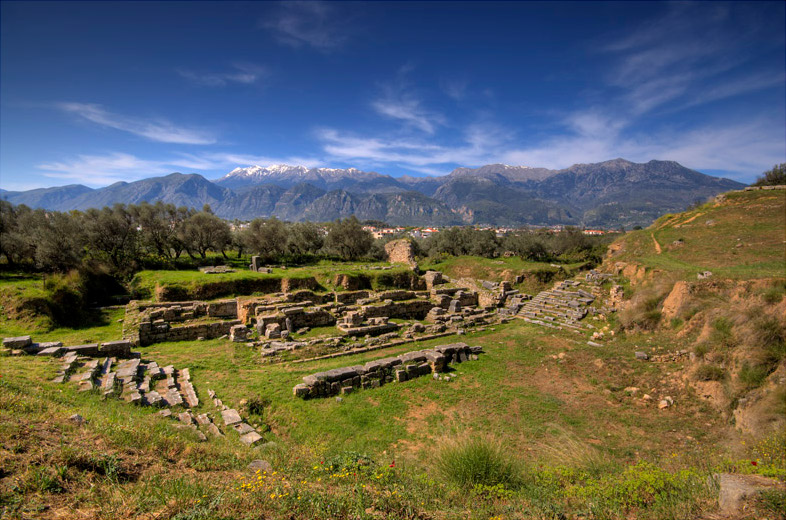
スパルタの劇場跡

紀元前10世紀ころに祖先がギリシア北方からペロポネソス半島に侵入し、ミュケナイ時代の先住民アカイア人を征服しヘイロタイ（奴隷）にした。伝説では、紀元前1104年にエウリュステネスが建国したとされる。
紀元前8世紀から7世紀にかけて無法状態を経験したことは、ヘロドトスやトゥキュディデスにより伝えられている。社会的な不満から社会改革の動きが活発化し、伝説的立法者リュクルゴスによって秩序がもたらされた。リュクルゴスは、諸国遍歴の末、この制度をスパルタに成立させ、スパルタ市民はリュクルゴスの制度に基づいた社会生活を営んだ。土地の均等配分、長老会設置、民会設置、教育制度、常備軍の創設、装飾品の禁止、共同食事制がその基本である。
紀元前743年、スパルタは自分たちの部族の統一もままならない中、西の隣国、メッセニアを征服した（第一次メッセニア戦争）。この戦争はスパルタがギリシアの強国となるための一つのステップであったといえる。このため、スパルタは、当時のポリスのなかでもその領域は例外的に広かった。奪った土地はスパルタ市民に均等配分され、約15万人とも25万人ともいわれるヘイロタイは奴隷の身分から解放されることも移動することも許されず、土地を耕してスパルタ人に貢納した。スパルタ市民は18歳以上の成年男子で構成され（人口8千–1万人であったが家族を含めて5万人程度）、多数の被抑圧民を抱えたことから市民皆兵主義が導入され、日頃から厳しく訓練して反乱に備えた。ヘイロタイに反乱の兆しが見られると、クリュプテイア（κρυπτεία）と呼ばれる処刑部隊が夜陰に紛れて彼らの集落を襲い、未然に防いだ。
紀元前685年、スパルタの軛に耐えかねたメッセニア人たちは反乱を起こし（第二次メッセニア戦争）、それは周辺諸国をも巻き込んだ戦争になった。前半の戦況はメッセニア優位であったが、大掘割の戦いでのスパルタの勝利が転換点となり、戦局はスパルタ優位に転換、ついにエイラ山（Είρα）の陥落を以ってスパルタの勝利に終わった。この事件からスパルタ人はヘイロタイに対する締め付けを強化した。

### ペロポネソス同盟とペルシア戦争
第二次メッセニア戦争を戦ったテオポンポスの頃にエフォロイの制度が始まり、王権への制限は強化された。その一方で徐々にスパルタはペロポネソス半島での影響力を増やしていき、紀元前6世紀にはペロポネソス同盟を結成し、その盟主の座に就いた。
紀元前5世紀初頭の第二次以降のペルシア戦争でスパルタはアテナイと共にギリシア諸国を主導してペルシア帝国と戦った。有名な戦いはテルモピュライの戦いであり、スパルタを主力としたギリシア同盟軍は、数十倍はあるかというペルシア軍に対して奮戦した。この戦いで英雄的な討ち死にしたレオニダス1世は、その名をギリシア中に轟かせた。プラタイアの戦いでは、4万ほどのスパルタ軍が30万とも伝えられるペルシア軍を打ち破り、敗走させている。ペルシア戦争でスパルタの無敵さは世界でも通じるものであると証明し、陸上戦においてペルシア帝国の野望を何度も打ち砕いた。

### ペロポネソス戦争とギリシャの覇権
デロス同盟の盟主となったアテナイの強大化に伴ってアテナイとの関係は悪化し、紀元前460年から紀元前445年まで第一次ペロポネソス戦争と呼ばれる断続的な戦争状態に陥った。この戦いは30年間の休戦を条件に終わったが、その半分もいかないうちにペロポネソス戦争が勃発した。戦争はギリシア中を巻き込んだ大戦となったが、籠城戦を選択したアテナイに疫病が蔓延したこともあり、前404年にスパルタが勝利した。それによって、スパルタはギリシアの覇権を獲得した。
しかしその勝利によって流入した海外の富が突然の好景気をスパルタにもたらしたことにより、質実剛健を旨とするリュクルゴス制度は大打撃を受け、市民の間に貧富の差が生じた。その結果、スパルタ軍は団結に亀裂を生じて弱体化した。
紀元前395年、スパルタに対してアテナイ、アルゴス、テバイらが挑戦し（コリントス戦争）、両陣営は一進一退の攻防を繰り広げたが、ペルシア王アルタクセルクセス2世の仲介のもと、アンタルキダスの和約（大王の和約とも）によって戦争は終わったが、スパルタは海上の覇権をアテナイに引き渡した。
その後、エパメイノンダスとペロピダスに率いられたテバイとの対立が激化した。紀元前371年のレウクトラの戦いで、エパメイノンダスに率いられたテバイ軍に、クレオンブロトス1世率いるスパルタ軍は敗れた。ここでスパルタはギリシアにおける覇権を失った。

### ヘレニズム期からローマへ
紀元前4世紀中頃からピリッポス2世の元で強大化したマケドニア王国がギリシアでの影響力を強め、アテナイやテバイはそれに対抗していたが、スパルタはそれには加わらず、ついにマケドニア軍がカイロネイアの戦いでアテナイ・テバイ軍を撃破すると、マケドニアの主導でコリントス同盟が組織され、マケドニアのギリシアでの覇権が確立した。しかし、スパルタはこの同盟に加わらずに反マケドニアの態勢を貫き、紀元前331年にはアギス3世のもとでマケドニアに反乱を起こしたが鎮圧された（メガロポリスの戦い）。
紀元前3世紀以降、アギス4世やクレオメネス3世、マカーニダースやナビスらが国政改革を実施して、アカイア同盟やマケドニア、共和政ローマと戦ったが、セッラシアの戦いやマンティネイアの戦い、ナビス戦争におのおの敗北。この時期に名実共に独立国家としての地位を失った。
紀元前146年にローマはアカイア同盟をコリントスの戦いで破ったのを機に、スパルタを含むギリシア全土をローマの属州に組み込んだ（アカエア）。ただし、アテナイ並びにスパルタはかつての功績から一定の自治権を認められた。

### その後
スパルタは395年の西ゴート族長アラリックの攻撃により破壊され、間もなくキリスト教都市として再建された。その後、6世紀に始まるスラヴ人の侵入と定住の中、再度スパルタ市は放棄され、市民の一部はシチリア島に移住、別の一団は半島南東端の沿岸にモネンヴァシア市を建設してスラヴ人の波を逃れることになった。10世紀にスラヴ人のギリシア正教文化への同化が完了してペロポニソスに於ける東ローマ帝国の支配（初期はセマ・エラスの一部、後にセマ・ペロポニソスとして独立）が再建されると、スパルタ市も再び府主教座都市ラケデモン（ラケデモニアとも。スパルタ人の自称ラケダイモンに由来）として再建され、その後長く安定した時代が続いた。13世紀、郊外のミストラスを首府とするモレアス専制公領が成立すると、ラケデモンは衰退し、小村が散在するだけとなった。19世紀のギリシャ独立戦争でミストラスが破壊されると、1834年にスパルタの故地にその名を冠した都市スパルティが建設された。

## 政治と社会生活

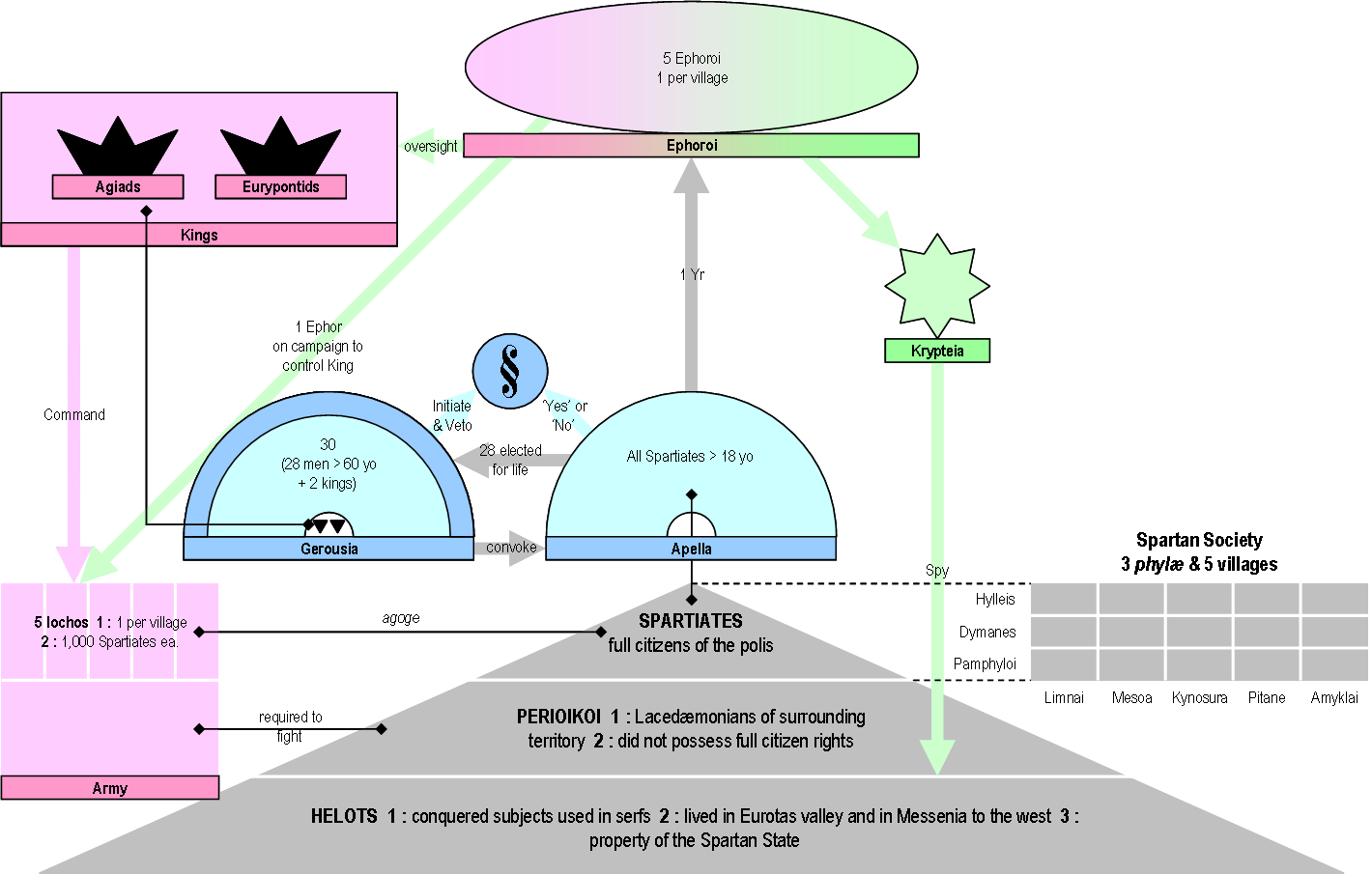
スパルタの政治システムの模式図

国政においては2人の世襲の王が並立し、その権限は戦時における軍の指揮権などに限定されていた。2王家はそれぞれアギス家（英語: Agiad dynasty）とエウリュポン家（英語: Eurypontid dynasty）といい、スパルタの統一過程で採られた妥協の遺制と思われる。ペルシア戦争のテルモピュライの戦いで有名なレオニダス1世はアギス家の王である。長老会（ゲルーシア）は、全市民参加の民会（アペラ）によって兵役免除に達した60歳以上の中から選出された28人に、2人の王を加えた30人で構成され、その地位は終身であった。民会の決定に対して拒否権を有し、事実上の最高決定機関であった。また、民会によって30歳以上の市民の中から、毎年5人のエフォロイが選ばれて、王を含む全市民に対する監督権と司法権を保持した。
新生児は部族長老の面接を受け、虚弱者はタイゲトス山の洞穴に遺棄された。男性は7歳で家庭を離れて共同生活を送り、12歳から本格的な肉体的訓練とスパルタ人としての教育（アゴゲー）を受けた。軍事訓練の一つとして、ヘイロタイから物を盗み殺害することも奨励された。こうして、彼らは質実剛健、忍耐と服従を身につけ、18歳で民会の全会一致により成人の仲間入りを果たした。こうした人材育成はスパルタ教育と言われる。
軍事に携わるようになると将軍の管理下に置かれ、毎日15人単位の夕食会に参加して、政治談義に加わった。共同食事は団結を醸成する場であり若者を教育する場であった。兵舎での生活を常としたため、妻をもっても夜には兵舎に戻る必要があった。戦場で臆病とみなされた場合、全ての共同体から排除され、顎ひげの半分を刈りとられた姿で生きなければならなかった。60歳になると兵役が免除された。
スパルタは人類史上、初めて結婚を制度化した。スパルタでは、国民皆兵制度とひとそろいの運用がされ、軍事組織の維持の為の結婚であり、一夫多妻制と一妻多夫制が採用され、性教育も盛んに行われた。古代ギリシア、古代ローマ、ローマ帝国では結婚した女性にのみ自由市民権が与えられ、自由市民権が無い女性は老婆も婦人も少女もみな奴隷階級の神聖娼婦や娼婦であった。古代ギリシアの歴史家ヘロドトスは古代ギリシアのアフロディーテ神殿において神殿売春が行われていたと初めて言及した人物である。「神の家」が存在したと記している（性教育であるとする説もある）、ヘロドトスは『歴史』の中で神殿売春の慣習を伝えているが、多分に誤解を含んでいるという主張もある。女性にも体育が奨励されて健康な子を持つことが期待された。15歳ぐらいになると親が決めた30歳ぐらいの男性と結婚させられた。戦死することが多かったスパルタでは、兄弟や複数の男性で一人の女性を妻に迎えたと伝えられる。妻は夫と昼間に顔を合わせることはほとんどなかった。妻は自由市民権が与えられ、複数の夫の死後は後家として複数の夫の私財の相続が認められ、子孫の後見人となれた。また、スパルタ兵の娘は7歳から民会への参加が許された。しかし家庭の奥に籠もって一生を送ったアテナイの女性に比べれば自由であった。
元来のスパルタ人は優れた金属工芸技術とそれによってもたらされた大きな経済力を有していたが、国民皆兵制度の導入以降は徹底的に贅沢を排除して、貴金属の装飾品を身につけることさえ禁じた。商業は2万人の半自由民であるペリオイコイに従事させたが、基本的には通商では抑制策を採り、鉄貨の使用しか認めていなかったので他の諸都市との貿易は振るわず、かつての技術力も衰退し、必需品が流通するばかりであった。
このようにスパルタは、ギリシアの他の地域とは違う制度を有していたようである。

## 対外関係

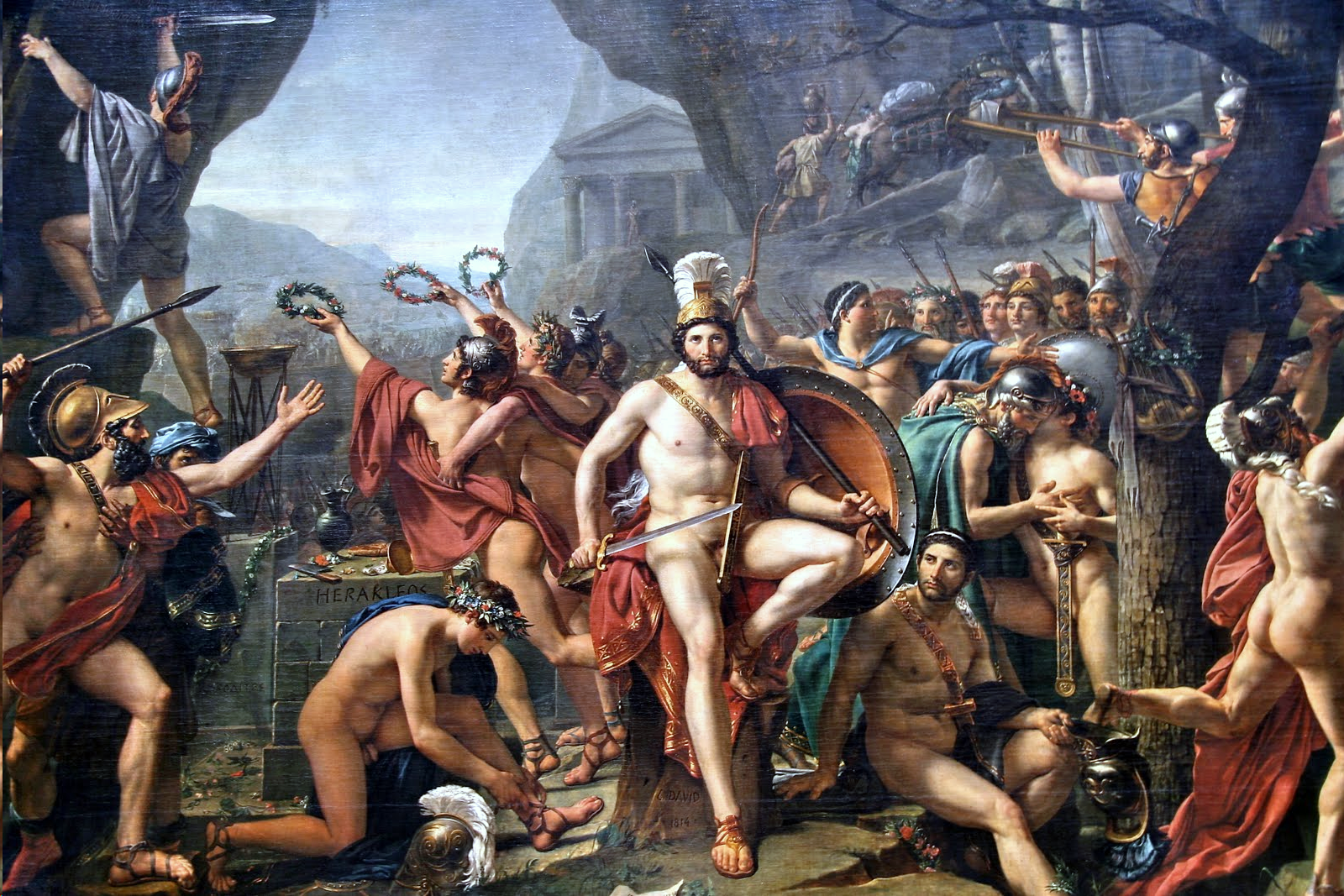
テルモピュライの戦い

数的に劣る市民のみで被抑圧民の反乱を鎮圧するためにも、勇猛果敢な市民兵軍団を組織する必要があったスパルタは、前6世紀半ばまでにはギリシア屈指の強国へと成長し、周辺のエリス・テゲアなどとペロポネソス同盟を結んだ。この同盟締結は、アテネのデロス同盟結成より早いものであり、早い段階よりスパルタが対外関係を構築していたことを示している。
そのスパルタの市民軍は、ペルシア戦争においてその真価を発揮した。紀元前480年、破竹の勢いで侵攻を進めるペルシアの大軍に対し、ギリシア諸都市連合軍の作戦立案を担当したアテナイのテミストクレスは、山間のテルモピュライでペルシアの侵攻を食い止める作戦を立てた。この戦場は主にスパルタが担った。しかし地元民に内通者が出てペルシア軍に迂回路を教えたため、背後を突かれて窮地に陥ることとなった。そこでスパルタ王レオニダス1世は他の諸都市の兵4000を先に逃亡させた後、自ら300人のスパルタ兵と700人のテスピアイ兵、400人のテバイ兵を率いて囮となり、玉砕した（テルモピュライの戦い）。この時間稼ぎが、アテナイ海軍にペルシア軍を海上で迎撃する態勢を整えさせ、サラミス沖の海戦での勝利を可能にした。レオニダスとスパルタ軍の勇敢な戦いぶりは全ギリシア人から称賛を受けた。

## ギリシア神話
ギリシア神話では、トロイア戦争の原因となったヘレネの夫メネラオスがスパルタ王となっているが、トロイア戦争はミケーネ文明時代の話であるため、メネラオスのスパルタは後世のスパルタとは別の国である。
後世のスパルタの建国神話はヘラクレイダイ（ヘーラクレースの末裔）のペロポネソス半島への帰還と共に語られている。王位簒奪を恐れたエウリュステウスによって故郷を追われていたヘラクレスの子孫たちは、アルゴスを打ち倒し、三代目にしてやっと故郷の地であるペロポネソス半島へと帰還することができた。この時、ヘラクレイダイは領地を分け合った。すなわち、アルゴスをテメノスが、メッセニアをクレスポンテスが、スパルタをアリストデーモスが支配することになった。この中で、アリストデーモスは雷に打たれて既に死亡していたため、その子供たちがスパルタを支配することになった。彼らの名前はエウリュステネスとプロクレスと言い、エウリュステネスがスパルタ王家のアギス朝、プロクレスがエウリュポン朝の創始者となった。彼らは仲が悪かったため、二つの王家は一つになることはなく、スパルタには代々二人の王が並立することになった。
こうして、スパルタはヘラクレイダイによって統治され、スパルタ人は大英雄ヘーラクレースの血統に組み込まれたのであった。

## 関連作品
- スパルタ総攻撃 - 映画
- 300 〈スリーハンドレッド〉 - 映画
- アサシン クリード オデッセイ - ビデオゲーム